# Tholera lolii
Tholera lolii är en fjärilsart som beskrevs av Eugen Johann Christoph Esper 1785. Tholera lolii ingår i släktet Tholera och familjen nattflyn. Inga underarter finns listade i Catalogue of Life.